# Орявська сільська рада
Орявська сільська рада — колишній орган місцевого самоврядування у Сколівському районі Львівської області. Адміністративний центр — село Орява.

## Загальні відомості
Орявська сільська рада утворена в 1939 році. Територією ради протікає річка Орява.

## Населені пункти
Сільській раді підпорядковані населені пункти:
- с. Орява
- с. Погар

## Склад ради
Рада складається з 16 депутатів та голови.

### Керівний склад попередніх скликань
| ПІБ                    | Основні відомості                                                                                  | Дата обрання | Дата звільнення |
| ---------------------- | -------------------------------------------------------------------------------------------------- | ------------ | --------------- |
| Дуб Богдан Тимофійович | Сільський голова, 1962 року народження, освіта вища, член Всеукраїнського об'єднання «Батьківщина» | 26.03.2006   | 31.10.2010      |
| Дуб Богдан Тимофійович | Сільський голова, 1962 року народження, освіта вища, безпартійний                                  | 31.10.2010   |                 |

Примітка: таблиця складена за даними джерела

## Населення
Згідно з переписом УРСР 1989 року чисельність наявного населення сільської ради становила 1111 осіб, з яких 518 чоловіків та 593 жінки.
За переписом населення України 2001 року в сільській раді мешкало 1039 осіб.

### Мова
Розподіл населення за рідною мовою за даними перепису 2001 року:
| Мова       | Відсоток |
| ---------- | -------- |
| українська | 99,42 %  |
| білоруська | 0,19 %   |
| російська  | 0,19 %   |
| польська   | 0,10 %   |